# Pjotr Pawlowitsch Maslow
Pjotr Pawlowitsch Maslow (russisch Пётр Павлович Маслов, * 15. Julijul. / 27. Juli 1867greg. in Uiskoje bei Troizk, Gouvernement Orenburg; † 4. Juni 1946 in Moskau) war ein sowjetischer Journalist und Wirtschaftswissenschaftler.

## Leben
Maslow studierte in Kasan, Charkiw und an der Universität Wien. Er war in der sozialdemokratischen Bewegung aktiv, bereits 1893 traf er Lenin zum ersten Mal. Maslow gab nach der Oktoberrevolution die politische Tätigkeit auf und lehrte unter anderem an der Akademie der Wissenschaften der UdSSR, deren Mitglied er seit 1929 war, und an der Lomonossow-Universität Moskau. Maslow verfasste Schriften zu Agrarfragen.
Der Mathematiker Wiktor Pawlowitsch Maslow war sein Enkelsohn.